# 動感資訊頻道
亞洲電視動感資訊頻道（簡稱aTV3，英語：His TV）于2007年12月31日开播，主打有關體育、生活享受及汽車資訊等的一條資訊性的標清頻道，以播放體育賽事為主，频道号為13，标清16:9播出。2008年北京奧運舉行期間改名為奧運13台，聯同本港台、奧運14台、奧運15台及高清奧運19台全天候多角度地直播奧運賽事。
2009年4月1日，该频道停播，停播后，部分节目移至亚洲高清台继续播出，空留的13频道则在同年10月1日开始转播南方卫视，2012年10月1日停止转播，12月31日改播岁月留声。

## 節目
- 美式足球精華（完）
- 中國職業籃球聯賽
- 與2008奧運同行（完）
- 奧運精華遊（完）
- 德國盃精華（完）
- 健美操一操
- 賽馬直擊（逢賽馬日）
- 穩操勝券
- 賽後你點睇
- 重點出擊
- 放眼馬世界
- 中國奧運軍團（完）
- 體壇一週
- 一週體育精選
- 網球雜誌
- 國際欖球精華
- 超級帆船賽
- 名車世界
- 足球世界
- 2008ATP大師系列賽
- 中國超級足球聯賽精華
- NCAA全美大學籃球賽（完）
- 北京奧運火炬接力專訊（完）
- 情繫中華奧運英雄（完）
- 德國盃直播室
- 車癲父子
- 三三不盡
- 2008F1摩托艇世界錦標賽
- 2008世界級花式滑水比賽精華
- 亞洲聯賽冠軍盃
- F1世界一級方程式賽車
- 蘇格蘭超級足球聯賽
- 瑞典超級足球聯賽
- 法國甲組足球聯賽
- 2008年歐洲國際三項鐵人賽
- 網球雜誌
- 2008上海網球大師盃賽
- IFFB世界健美先生錦標賽精華
- 國際足球戰報

## 節目旁述
- 梁禮勤
- 徐國安
- 山度士
- 盧均宜
- 新界地產和富大埔球員